# Panchito
Panchito er en rød hane fra filmen The Three Caballeros fra 1945, hvor han sammen med Anders And og papegøjen Jose Carioca laver skæg og fest. Han er mexicaner og går som sådan også med sombrero. Han elsker practical jokes, og når han ikke kom til at indgå i nogle tegneserier efter filmen skyldes det, at mange der så den syntes, at hans humor var alt for grov. Man har dog set ham som bifigur fra tid til anden for bl.a. Chip og Chap eller andre figurer. Det har især været italienske Disney-tegnere, der har gjort det.
Men den populære Disney-tegner Don Rosa gav ham en renæssance i Norden med historien De Tre Calleros Rider Igen, som først blev trykt i det finske Aku Ankka nr. 36-38 i 2000, her i Danmark så vi den første gang i Anders And & Co. nr. 40-42 i 2000. Denne historie bygger på den ide, at Panchito og Carioca er Anders' ungdomsvenner, som han her ser igen og oplever et nyt eventyr med. Den blev fulgt op af De Tre Calleros Rider Igen - Igen, først trykt i det norske Donald Duck & Co. nr. 3-5 2005, lidt senere på dansk i Anders And & Co 3-5 2005. Her forærer Anders' nevøer ham en tur til Brasilien for at "give ham smilet tilbage," og det får han i et nyt eventyr med ungdomsvennerne.